# Septemberland
Septemberland är ett album från 2009 av Martin Stenmarck.

## Låtlista
1. Som en vän
2. Fix
3. 1000 nålar
4. Andas
5. Jag vill jag vill jag vill
6. Explosionen
7. Happy Ending
8. Gråa hjärtans sorg
9. J Jeff & Jesus
10. I septemberland

## Listplaceringar
| Lista (2009-2010) | Topplacering |
| ----------------- | ------------ |
| Sverige           | 10           |

### Fotnoter
1. ↑  ”Listplacering”. http://hitparad.se/showitem.asp?interpret=Martin+Stenmarck&titel=Septemberland&cat=a. Läst 1 maj 2011.